# Leussow
Leussow är en kommun i det tyska förbundslandet Mecklenburg-Vorpommern. 

## Geografi
Kommunen ligger sydväst om Ludwigslust i distriktet Ludwigslust-Parchim. Söder om Leussow sammanflyter Ludwigslusts kanal med ån Rögnitz.
Kommunen består av ortsdelarna Leussow och Kavelmoor. 

## Befolkningsutveckling
Befolkningsutveckling  i Leussow
Källa: 